# NGC 6639
NGC 6639 је расејано звездано јато у сазвежђу Штит које се налази на NGC листи објеката дубоког неба.
Деклинација објекта је - 13° 10' 14" а ректасцензија 18h 30m 57,8s. Привидна величина (магнитуда) објекта NGC 6639 износи 9,2. NGC 6639 је још познат и под ознакама OCL 57.